# Magdalena Sofía Barat
Santa Magdalena Sofía Barat (Joigny, Francia, 12 de diciembre de 1779 - París, Francia, 25 de mayo de 1865) fue una religiosa francesa, fundadora de la Sociedad del Sagrado Corazón de Jesús.

## Historia
Magdalena Sofía Barat nació el 12 de diciembre de 1779, en Joigny, en Francia, en plena época de la Edad Moderna.
Ella sólo tenía 10 años cuando explotó la Revolución Francesa, hecho que cambió la historia del mundo y dio origen a una nueva sociedad, basado en los principios de libertad, igualdad y fraternidad.
Su padre, Jacobo Barat, era viñador y tonelero y su madre, Madgalena Fouffé, era una mujer delicada, sensible y de formación más elevada que la de su marido.  Sofía fue la tercera de tres hermanos: Luis, el mayor, padrino de Sofía y María Luis Magdalena, nueve años mayor que su hermana.  Dotada de una inteligencia poco común, era alegre, vivaz, muy observadora, de salud delicada y fue desde el comienzo objeto de los cuidados de sus padres y, en especial, de su madre.  Su hermano Luis se convirtió en su tutor y maestro, ejerciendo sobre ella una influencia que fue decisiva en su vida.  Siendo ya sacerdote y profesor del Seminario, la inició en los estudios clásicos.  Aprendió griego y latín, historia, literatura y adquirió un profundo conocimiento de la Sagrada Escritura.  Recibió una educación poco común en las mujeres de su época y ambiente social.
Durante la Revolución, Luis estuvo preso y se salvó de morir guillotinado, gracias a las oraciones de su familia, congregada cada día para orar por su liberación ante un cuadro del Corazón de Jesús.  Desde entonces, Sofía fue creciendo en esta devoción y adentrándose en los misterios del amor de ese Corazón.  De vuelta a su casa, Luis tomó la decisión de llevarse a Sofía a París, para continuar allí su formación.  En esta ciudad conoció a los padres de la Fe, un grupo de jesuitas que regresaron a Francia después de haber sido restablecido el culto católico.
El superior de esos sacerdotes, el Padre José Varin, había recibido de su antecesor, el Padre Leonor de Tournely, la encomienda de fundar una congregación femenina, dedicada a honrar el Corazón de Jesucristo.  El Padre Leonor de Tournely murió sin poder realizar su sueño, aunque lo intentó en dos ocasiones.  En los últimos días de su vida repetía: "Existirá... existirá" frase que quedó grabada en el corazón de su sucesor.  Cuando Luis le presentó a su hermana, el Padre Varin comprendió que Sofía era la persona destinada por la Providencia para esa fundación.  Bajo su dirección espiritual, Sofía se fue preparando, sin saberlo, para su futura misión.
Años después, en 1865, Santa Magdalena Sofía Barat murió a sus 85 años.

### Sagrado Corazón de Jesús
El 21 de noviembre de 1800, en París, Magdalena Sofía y tres compañeras  se consagraron al Corazón de Jesús y así quedó fundada la Sociedad del Sagrado Corazón. Las Constituciones expresaban claramente su finalidad: "El fin de esta Sociedad es glorificar al Corazón de Jesús, trabajando en la salvación y perfección de sus miembros por la imitación de las virtudes de que este Corazón es centro y modelo, y consagrándose, cuanto puede hacerlo la mujer, a la santificación del prójimo como la obra más querida del Corazón de Jesús".
El carisma que recibió Sofía de manifestar el amor del Corazón de Jesús, la impulsó a educar personas que continuaran la obra allí donde las religiosas no podían ir. Mujer abierta a los signos del tiempo, estudió la realidad de la Francia en que le tocó vivir y tomó partido por la educación de la mujer, centro de la familia, base de la sociedad.  Ciertamente, después de la Revolución, la educación de la mujer quedó descuidada y afectada por el libertinaje, producto de los excesos de una sociedad que ansiaba liberarse del viejo régimen.  Tanto los jóvenes de la antigua nobleza francesa arruinada y marginada, las de la burguesía naciente, la nueva nobleza creada por Napoleón, como las hijas de los pobres, necesitaban ser educadas en una fe sólida e ilustrada, formándolas, como corresponde a su dignidad de persona; una formación integral a través de estudios humanísticos fuertes, sin olvidar las artes, los idiomas y el deporte.
A su muerte acaecida el 25 de mayo de 1865 en París, "había fundado 89 casas, de las que 74 tenían además del Pensionado, una escuela gratuita para niñas pobres.  Un total de 3,700 alumnas se educaban simultáneamente en los Pensionados y unas 5,700 en las Escuelitas".

## En la cultura popular
Sofía la Jirafita, un juguete infantil francés, lleva el nombre de Magdalena Sofía Barat porque el primer ejemplar fue producido el 25 de mayo de 1961, día de Santa Sofía.